# Rengsdorf
Rengsdorf település Németországban, Rajna-vidék-Pfalz tartományban. Lakosainak száma 2930 fő (2023. december 31.).

## Népesség
A település népességének változása:
| Lakosok száma | 2126 | 2759 | 2747 | 2816 | 2872 | 2930 |
|               | 1975 | 2017 | 2019 | 2021 | 2022 | 2023 |